# Trei bani (monedă românească)
Trei bani a fost o unitate monetară egală cu trei sutimi din leul românesc.

## Istorie

### 3 bani 1952-1954

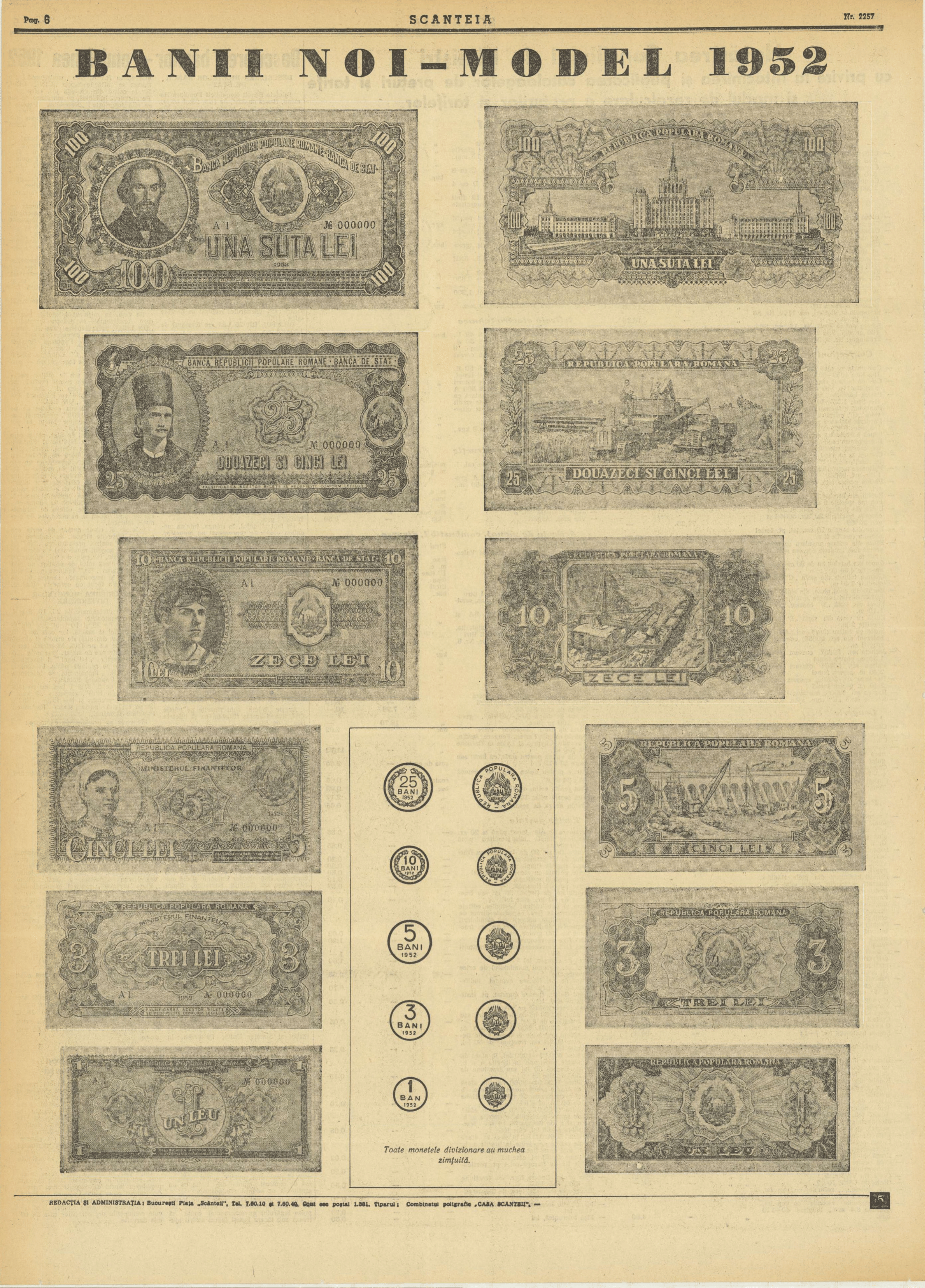
Banii noi, model 1952, Scanteia, 1952-01-27, nr. 2257, p. 5

Moneda de trei bani a fost emisă doar în timpul regimului comunist, după Reforma bănească din 1952. Aceasta avea 18 mm în diametru, 2 grame în greutate, muchia zimțată și a fost realizată din 95% cupru, 5% aluminiu.
Moneda prezenta pe avers stema comunistă a României, iar pe revers era inscripționată valoarea nominală și anul în caractere simple. Aceasta a fost bătută la Monetăria din Moscova, în Rusia Sovietică, și au fost emise 26.100.000 de exemplare.
Moneda a fost emisă și în perioada 1953–1954, specificațiile și designul rămânând identice, cu excepția faptului că o stea a fost plasată în partea de sus a stemei, conform articolulului 102 din Constituția Republicii Populare Romîne din 1952. Aceste emisiuni au fost realizate la Monetăria din București și au avut un tiraj de 13.000.000 de bucăți pentru 1953 și 33.400.000 de bucăți pentru 1954. Cu toate acestea, tirajul pentru emisiunea din 1954 nu s-a realizat decât parțial, numărul de monede puse în circulație pentru acel an rămânând necunoscut. Astfel, emisiunea din 1954 este una dintre cele mai rare monede ale epocii comuniste.
Moneda a avut curs legal până la 31 decembrie 1996.